# Mutrux
Mutrux es una comuna suiza del cantón de Vaud, situada en el distrito de Jura-Nord vaudois. Limita al oeste y norte con la comuna de Provence, al este con Fresens (NE) y Vaumarcus (NE), y al sur con Concise.
La comuna hizo parte hasta el 31 de diciembre de 2007 del distrito de Grandson, círculo de Concise.